# Nguyễn Quang Ngọc
Nguyễn Quang Ngọc (sinh ngày 28 tháng 9 năm 1968) là một sĩ quan cấp cao trong Quân đội nhân dân Việt Nam và chính trị gia người Việt Nam, hàm Thượng tướng. Ông hiện là Ủy viên Ban Chấp hành Trung ương Đảng Cộng sản Việt Nam khoá XIII, Phó Tổng tham mưu trưởng Quân đội nhân dân Việt Nam. Ông từng là ủy viên Ủy ban Quốc phòng và An ninh của Quốc hội, đại biểu Quốc hội Việt Nam khóa XIV nhiệm kì 2016-2021, thuộc đoàn đại biểu Quốc hội tỉnh Nam Định. Ông đã trúng cử đại biểu Quốc hội năm 2016 ở đơn vị bầu cử số 3, tỉnh Nam Định gồm có các huyện: Xuân Trường, Giao Thủy và Hải Hậu.

## Xuất thân
Nguyễn Quang Ngọc quê quán ở phường Trần Đăng Ninh, thành phố Nam Định, tỉnh Nam Định.
Ông hiện cư trú ở Số 15, đường Nguyễn Bình, phường Quảng Yên, thị xã Quảng Yên, tỉnh Quảng Ninh.

## Giáo dục
- Giáo dục phổ thông: 10/10
- Cử nhân Quân sự chuyên ngành Chỉ huy Tham mưu, Binh chủng hợp thành
- Cao cấp lí luận chính trị

## Sự nghiệp
Ông gia nhập Đảng Cộng sản Việt Nam vào ngày 23/6/1988.
Tháng 12 năm 2013, ông được bổ nhiệm giữ chức Sư đoàn trưởng Sư đoàn 395, Quân khu 3
Năm 2015, ông được bổ nhiệm giữ chức Chỉ huy trưởng Bộ CHQS tỉnh Nam Định
Khi ứng cử đại biểu Quốc hội Việt Nam khóa XIV vào tháng 5 năm 2016 ông đang là Đại tá, Phó Bí thư Đảng ủy, Chỉ huy trưởng Bộ chỉ huy Quân sự tỉnh Nam Định, làm việc ở Bộ chỉ huy Quân sự tỉnh Nam Định, có bằng cao cấp lí luận chính trị.
Ông đã trúng cử đại biểu Quốc hội năm 2016 ở đơn vị bầu cử số 3, tỉnh Nam Định gồm có các huyện: Xuân Trường, Giao Thủy và Hải Hậu, được 326.170 phiếu, đạt tỷ lệ 69,07% số phiếu hợp lệ.
Ông từng là Ủy viên Ủy ban Quốc phòng và An ninh của Quốc hội Khoá XIV.
Ngày 21 tháng 12 năm 2016, thực hiện Quyết định số 2492/QĐ-TTg của Thủ tướng Chính phủ, Đại tá Nguyễn Quang Ngọc, Chỉ huy trưởng Bộ CHQS tỉnh Nam Định được bổ nhiệm chức danh Phó Tư lệnh Quân khu 3
Tháng 4 năm 2019, ông chuyển sang làm Phó Tư lệnh kiêm Tham mưu trưởng Quân khu 3
Từ ngày 06 tháng 8 đến ngày 28 tháng 10 năm 2019, ông tham gia Lớp bồi dưỡng kiến thức mới cho cán bộ quy hoạch cấp chiến lược khóa XIII của Đảng tại Học viện Chính trị quốc gia Hồ Chí Minh
Thiếu tướng (1.2017)
Tháng 07 năm 2020, ông được Bộ trưởng Bộ Quốc phòng giao Phụ trách Tư lệnh Quân khu 3 thay Trung tướng Vũ Hải Sản làm Thứ trưởng Bộ Quốc phòng.
Ngày 11 tháng 9 năm 2020, tại Quyết định 1395/QĐ-TTg Thủ tướng Chính phủ bổ nhiệm đồng chí Thiếu tướng Nguyễn Quang Ngọc giữ chức Tư lệnh Quân khu 3, Bộ Quốc phòng
Ngày 30 tháng 01 năm 2021, Tại Đại hội đại biểu toàn quốc lần thứ XIII của Đảng, đồng chí được bầu là Ủy viên Ban Chấp hành Trung ương Đảng Cộng sản Việt Nam khoá XIII, nhiệm kỳ 2021-2026.
Tại Quyết định số 38/QĐ-TTg ngày 6-1-2025, Thủ tướng Chính phủ quyết định bổ nhiệm Trung tướng Nguyễn Quang Ngọc, Ủy viên Trung ương Đảng, Ủy viên Quân ủy Trung ương, Tư lệnh Quân khu 3, giữ chức Phó tổng Tham mưu trưởng Quân đội nhân dân Việt Nam.
Sáng ngày 14 tháng 07 năm 2025, tại Phủ Chủ tịch, Chủ tịch nước Lương Cường, Chủ tịch Hội đồng Quốc phòng và An ninh, Thống lĩnh các Lực lượng vũ trang nhân dân, chủ trì lễ công bố, trao quyết định thăng quân hàm từ cấp Trung Tướng lên cấp Thượng tướng đối với Phó Tổng tham mưu trưởng Nguyễn Quang Ngọc.

## Lịch sử thụ phong quân hàm
| Năm thụ phong | 2017        | 2021        | 2025         |
| ------------- | ----------- | ----------- | ------------ |
| Quân hàm      |             |             |              |
| Cấp bậc       | Thiếu tướng | Trung tướng | Thượng tướng |